# Los huérfanos (película de 1980)
Los huérfanos (en indonesio: Pengabdi Setan) es una película indonesia perteneciente al género de terror del año 1982 dirigida por Sisworo Gautama Putra. Ha alcanzado un estatus de culto entre los fanáticos de las películas de terror asiáticas; principalmente porque no ha estado disponible durante muchos años excepto como un oscuro VHS japonés, sin subtítulos. En el año 2006, Brentwood Home Video, una marca especializada de los EE. UU., Lanzó una copia sin cortes en DVD para su distribución comercial como parte de su serie Eastern Horror. Entre los fanáticos occidentales es notable por ser una de las pocas películas de terror clásicas en sustituir los temas cristianos o budistas por las creencias musulmanas. La película tiene un parecido con la trama de la película de 1979 de Don Coscarelli Fantasma. Una Nueva versión, dirigida por Joko Anwar, fue lanzada el 28 de septiembre de 2017. La nueva versión fue un éxito de taquilla y recibió la aclamación de la crítica y nominado para 13 Citra Cup, que es el equivalente a los premios Oscar en Indonesia, y fue la primera película de terror nominada a Mejor Película. La película fue filmada en 1980 y estrenada en cines indonesios el 1 de enero de 1982.

## Argumento
Una familia adinerada, alejada de la religión, se queda atrapada cuando la madre muere. La madre, Mawarti, abandonó a un padre llamado Munarto que solo se preocupaba por la vida de negocios, así como a un chico tranquilo llamado Tomi y una hija llamada Rita que era adicta a la fiesta, con un sirviente llamado Pak Karto que era religioso y enfermizo. La primera noche después de la muerte de Mawarti, Tomi se encuentra con la madre a pesar de no haberle hablado. Al día siguiente, por consejo de su amigo Tomi, visitó a un astrólogo quien le dijo que toda su familia estaba en gran peligro y los mataría a todos. Entonces, el adivino le aconsejó que se fortaleciera con la magia negra.
Desde entonces, Tomi se volvió extraño y reservado porque se concentró profundamente en la magia negra. El novio de Rita, Herman, dice que 40 días después de la muerte de una persona, la persona todavía está en su casa. Un ama de llaves fue enviada por el conocido del padre, su nombre era Darminah. Rita comienza a sentirse asustada al ver a un kuntilanak, mientras Herman dice que Darminah no es un buen hombre y hablará de eso mañana cuando vaya a la casa de un chamán. Luego, el Sr. Karto, quien comenzó a sentir con frecuencia el comportamiento extraño y sospechoso de Darminah. Tomi, fue aconsejado por un kiai que lo encontró en una librería para comenzar a realizar las oraciones. Cuando quiso hacerlo, una figura kuntilanak se le acercó y le dijo que lo detuviera. La misma noche, el Sr. Karto, que estaba de guardia encerrado en un almacén y en la mañana encontró a Tomi, su cadáver fue colgado. Al mediodía, Herman, que acababa de salir de un lugar, casi tropezó con una mujer y se vio atropellado por un camión. La mujer que casi fue golpeada fue Darminah. Esa noche, Toni y Rita hablaron, aceptando que los fantasmas en sus casas debían ser eliminados. Cuando Rita salió, fue perseguido por un zombi Herman que lo persiguió hasta que Rita recibió ayuda de Darminah.
A la mañana siguiente, Rita se convenció a sí misma y a Tomi para llamar a un dukun a su padre. Su padre estuvo de acuerdo y llamó a un chamán. Los chamanes contratados, atacados por cristales rotos y pétalos de flores revueltos, Rita, Tomi y Munarto vieron la cabeza del dukun apedreada por un candelabro giratorio. Cuando todo estuvo hecho, Darminah se escabulló a un lugar, Tomi lo siguió. Darminah fue al cementerio y detrás de él está Herman y Pak Karto, que es como un zombi. Darminah le pide a Mawarti que le diga que mate a su propia familia. Tomi fue sorprendido mirando y siendo perseguido, afortunadamente se las arregló para escapar y llegar a casa, inmediatamente le advirtió a Munarto y a Rita de Darminah. Rita creyó, pero Munarto no lo hizo y con ellos fue a la habitación de Darminah, que era Darminah que ya estaba allí. Al día siguiente, Rita y Tomi cavan imprudentemente en la tumba de Mawarti y todavía ven que su cuerpo está allí. Desde su retorno, Rita, Tomi y Munarto fueron acosados por los muertos vivientes. Rita es acosado por Herman, Tomi es acosado por el Sr. Karto, Munarto es acosado por Mawarti. Después de escapar de la habitación, los tres corrieron al comedor y vieron a Darminah sosteniendo una calavera y el pelo rizado. Darminah resulta ser un demonio que trata de intimidar a personas cuya fe es débil. Luego, después de ser aterrorizado y morir sin arrepentimiento, esa persona será hecha sierva del diablo en el infierno. Rita, Munarto y Tomi corrieron a la puerta principal y lograron abrir la puerta, donde ya había un kiai y seguidores. Juntos se enfrentan a Darminah y los tres zombis con la letra del Corán, todos ellos arden.
La película termina con Munarto, Tomi, y Rita se arrepiente y acaba de regresar de la mezquita al automóvil. Junto a ellos hay un automóvil ocupado por una mujer (Darminah).

## Reparto
- W.D. Mochtar como Munarto.
- Siska Widowati como Rita.
- Fachrul Rozy como Tomi.
- I.M. Damsyik como Pak Karto.
- Ruth Pelupessy como Darminah.
- Diana Suarkom como Mawarti.
- Simon Cader como Herman.
- Doddy Sukma como Pak Kiai.